# Swerea
Swerea består av fem svenska forskningsinstitut med huvuduppdrag att utifrån en vetenskaplig grund leverera forskning och utveckling som stärker konkurrenskraften och skapar direkt nytta för industrin i Sverige. Fram till den 1 oktober 2018 ägdes koncernen till 43 procent av Svenska staten genom holdingbolaget Rise Research Institutes of Sweden och till 57 procent av medlemsföretag, representerade genom 5 ägarföreningar. 
Koncernen består av forskningsinstituten Swerea IVF, Swerea KIMAB, Swerea MEFOS, Swerea SWECAST och Swerea SICOMP. Dess institut specialiserar sig inom de områdena material-, produktion och produktutveckling. Forskningen bedrivs från verksamhetsbaser i Kista (Stockholm), Luleå, Piteå, Mölndal (Göteborg), Jönköping, Linköping, Eskilstuna, Trollhättan, Olofström, Oslo, St Etienne och Brest. Moderbolaget Swerea AB har kontor i Kista.
Från den 1 oktober 2018 är Rise Research Institutes of Sweden ägare av bolagen Swerea IVF, Swerea SICOMP, Swerea SWECAST och Swerea KIMAB (korrosionsverksamheten). Dessa bolag utgör tillsammans Rise division Material och produktion. Från och med förändringen benämns bolagen Rise IVF, Rise SICOMP, Rise SWECAST och Rise KIMAB. Swerea MEFOS och delar av Swerea KIMAB har bildat ett nytt institut, Swerim med fokus på gruv-, mineral-, stål- och metallforskning där Rise är delägare.

## Historik
Bildandet av Swerea har sin historiska bakgrund både i en svensk industri på stark frammarsch under 1900-talet och i en tillbakagång under början av 2000-talet. Som ett resultat av den goda stålkonjunkturen under första världskriget, grundas Sveriges första forskningsinstitut, Metallografiska institutet år 1921. En början till det som sedan ska byta namn, slås ihop med Korrosionsinstitutet (2005/2006) och till sist bli Swerea KIMAB. Trots mellankrigstidens lågkonjunktur växer Svensk industri snabbt och när andra världskriget bryter ut är det rationaliseringar inom industrin som till stor del lyfter den svenska konjunkturen. Vid krigsslutet 1945 inleds vad som historiskt har kommit att kallas den svenska industrins guldålder. 
Under de tre mest gynnsamma åren, på 1960-talet, grundas tre ytterligare forskningsinstitut: Stiftelsen Metallurgisk Forskning med Metallurgiska Forskningsstationen (MEFOS), Institutet för verkstadsteknisk forskning (IVF) och Svenska Gjuteriföreningen. Svenska Gjuteriföreningen delas så småningom upp i ett forskningsinstitut, Swerea SWECAST, och det ursprungliga namnet lever kvar i gjuteriindustrins branschorganisation. Med ökad global konkurrens och en minskande konsumtion under 1970-1990-talet, har svensk industri svårt att anpassa sig, och tillväxten bromsas rejält. 1988 bildas SICOMP med syfte att bidra med mer avancerad kunskap inom kompositforskning, för att stärka konkurrenskraften. 
För att möta nedgång och större utsatthet får det statliga ägarbolaget IRECO som uppgift att ombilda instituten till aktiebolag.  2004 bildas moderbolaget Swerea AB och införlivar under åren 2005-2012 bolagen KIMAB, MEFOS, IVF, SWECAST och SICOMP. År 2009 byter IRECO namn och bildar Rise-gruppen som består av forskningsinstituten Swerea, Swedish ICT Research, SP och Innventia.
2016 gick Innventia, SP och Swedish ICT samman i till ett gemensamt institut under namnet Rise Research Institutes of Sweden. 1 oktober 2018 gick även Swerea, med Swerea IVF, Swerea SICOMP, Swerea SWECAST och korrosionsverksamheten inom Swerea KIMAB, in i Rise. 
Swerea MEFOS samt verksamheten material- och processutveckling samt produktionsteknik inom Swerea KIMAB bildade samtidigt Swerim, ett nytt forskningsinstitut med fokus på gruv-, mineral-, stål- och metallforskning där Rise är delägare. 

## Dotterbolag
| Dotterbolag    | Grundat | Införlivat | Verksamhetsorter                                                        |
| -------------- | ------- | ---------- | ----------------------------------------------------------------------- |
| Swerea IVF     | 1964    | 2005       | Mölndal, Stockholm, Linköping, Eskilstuna, Trollhättan, Olofström, Oslo |
| Swerea KIMAB   | 1921    | 2005       | Stockholm, Brest, St. Etienne                                           |
| Swerea SICOMP  | 1988    | 2005       | Piteå, Linköping, Mölndal                                               |
| Swerea SWECAST | 1967    | 2006       | Jönköping                                                               |